# Società Sportiva Catania 1932-1933
Questa voce raccoglie le informazioni riguardanti la Società Sportiva Catania nelle competizioni ufficiali della stagione 1932-1933.

## Stagione
Il duca di Misterbianco, confermato commissario straordinario della società, chiama l'allenatore ungherese Lajos Czeizler, con l'obiettivo di puntare alla promozione in Serie B. Giunge a Catania un diciannovenne di cui si dice molto bene Nicolò Nicolosi detto "Cocò", palermitano, cresciuto in Libia, calcisticamente nella Lazio, altro acquisto eclatante Mario Sernagiotto un portiere d'esperienza. In una pausa della Serie A viene organizzata una amichevole con la Juventus che domina il campionato maggiore, finisce (2-2).
Nella stagione 1932-1933 il Catania fallisce di poco l'accesso alla Serie B, concludendo il girone I della Prima Divisione al quarto posto con 22 punti.

## Rosa
| N. |                   | Ruolo | Calciatore         |
| -- | ----------------- | ----- | ------------------ |
|    | Italia (bandiera) | D     | Giacinto Bavazzano |
|    | Italia (bandiera) | D     | Ferruccio Bedendo  |
|    | Italia (bandiera) | A     | Mario Bianzino     |
|    | Italia (bandiera) | C     | Francesco Buccheri |
|    | Italia (bandiera) | P     | Piero Cavenago     |
|    | Italia (bandiera) | A     | Piero Cini         |
|    | Italia (bandiera) | D     | Giovanni Degni     |
|    | Italia (bandiera) | C     | Enrico Engel       |
|    | Italia (bandiera) | D     | Gino Giuberti      |
|    | Italia (bandiera) | A     | Luigi Lessi        |

| N. |                   | Ruolo | Calciatore          |
| -- | ----------------- | ----- | ------------------- |
|    | Italia (bandiera) | C     | Francesco Mazzola   |
|    | Italia (bandiera) | D     | Sebastiano Merenda  |
|    | Italia (bandiera) | D     | Mario Migliavacca   |
|    | Italia (bandiera) | C     | Arnaldo Nebbia      |
|    | Italia (bandiera) | A     | Nicolò Nicolosi     |
|    | Italia (bandiera) | A     | Marcello Pellarin   |
|    | Italia (bandiera) | A     | Alberto Pignattelli |
|    | Italia (bandiera) | A     | Gilberto Pogliano   |
|    | Italia (bandiera) | C     | Raffaele Pulzone    |
|    | Italia (bandiera) | P     | Mario Sernagiotto   |

## Risultati

### Prima Divisione girone I

#### Girone di andata
| Arbitro: | Gamba (Napoli) |

|                                        |           |          |
| Lessi 25’ Pignattelli 31’ Nicolosi 39’ | Marcatori | 75’ Tana |

| Arbitro: | Bennati (Taranto) |

|               |           |                |
| Benedetti 78’ | Marcatori | 7’ Pignattelli |

| Arbitro: | Ferrorelli (Napoli) |

|                                                                              |           |  |
| Nicolosi 14’, 48’, 54’ Lessi 43’ Pogliano 57’, 68’ Bianzino 73’ Pellarin 78’ | Marcatori |  |

| Arbitro: | De Polo (Tortona) |

|                            |           |                     |
| Stoppa 45’, 90’ Fallai 64’ | Marcatori | 80’ (rig.) Nicolosi |

Nella 5ª giornata di campionato il 6 novembre 1932 il Catania ha osservato il turno di riposo.
| Arbitro: | De Sanctis (Roma) |

|                        |           |              |
| Lessi 24’ Pogliano 81’ | Marcatori | 88’ Serio II |

| Arbitro: | Corradini (Bologna) |

|                                   |           |  |
| Mortarotti 10’ (rig.) Perazzi 20’ | Marcatori |  |

| Arbitro: | Gianni (Pisa) |

|                             |           |                              |
| Brossi 42’, 64’ Moretti 48’ | Marcatori | 17’ Nicolosi 82’ Pignattelli |

| Arbitro: | Sassi (Roma) |

|                                                        |           |  |
| Nicolosi 11’ Pogliano 43’ Pignattelli 55’ Bianzino 85’ | Marcatori |  |

| Arbitro: | Ferrorelli (Napoli) |

|            |           |                   |
| Polita 16’ | Marcatori | 88’, 90’ Bianzino |

| Arbitro: | Mastellari (Bologna) |

|                                   |           |                         |
| Bianzino 62’, 72’ Pignattelli 86’ | Marcatori | 11’ Pellini 47’ Foresto |

#### Girone di ritorno
| Arbitro: | De Sanctis (Roma) |

|                        |           |                                           |
| Dudini 75’ Gareffa 86’ | Marcatori | 54’ Nicolosi 71’ Pignattelli 82’ Pogliano |

| Catania 5 febbraio 1933 13ª giornata | Catania        | 0 – 0 | Siracusa | Campo di Piazza Verga\| Arbitro: \| Mazza (Genova) \| |
| Arbitro:                             | Mazza (Genova) |       |          |                                                       |

| Arbitro: | Gamba (Napoli) |

|               |           |                                    |
| Carganico 85’ | Marcatori | 9’, 16’, 89’ Nicolosi 26’ Bianzino |

| Arbitro: | Bevilacqua (Viareggio) |

|                                                                              |           |  |
| Nicolosi 15’, 43’ Pulzone 25’ Pignattelli 38’ Poccardi 55’ (aut.) Enghel 77’ | Marcatori |  |

Nella 16ª giornata di campionato il 5 marzo 1933 il Catania ha osservato il turno di riposo.
| Arbitro: | Mazza (Torre del Greco) |

|                  |           |              |
| Serio I 23’, 55’ | Marcatori | 86’ Nicolosi |

| Arbitro: | Garzena (Voghera) |

|  |           |               |
|  | Marcatori | 48’ Pampaloni |

| Catania 26 marzo 1933 19ª giornata | Catania              | 0 – 0 | Catanzarese | Campo di Piazza Verga\| Arbitro: \| Ciamberlini (Genova) \| |
| Arbitro:                           | Ciamberlini (Genova) |       |             |                                                             |

| Arbitro: | Mazza (Torre del Greco) |

|              |           |  |
| Faccenda 26’ | Marcatori |  |

| Arbitro: | Vaccaro (Roma) |

|              |           |  |
| Pogliano 62’ | Marcatori |  |

| Acireale 23 aprile 1933 22ª giornata | Acireale      | 0 – 0 | Catania | Campo Comunale\| Arbitro: \| Celano (Roma) \| |
| Arbitro:                             | Celano (Roma) |       |         |                                               |